# Hatvani László
Hatvani László (Csongrád, 1943. január 29. –) Széchenyi-díjas magyar matematikus, egyetemi tanár, a Magyar Tudományos Akadémia rendes tagja. A differenciálegyenletek elméleti problémáinak és gyakorlati alkalmazásainak neves kutatója. 1990 és 1992 között a József Attila Tudományegyetem (2000-től Szegedi Tudományegyetem) Természettudományi Kar dékánja, 1996 és 1999 között az egyetem Bolyai Intézete igazgatója.

## Életpályája
1961-ben érettségizett, majd felvették a József Attila Tudományegyetem Természettudományi Kar matematika szakára. Itt szerzett programtervező matematikusi diplomát 1966-ban. 1969-ben védte meg egyetemi doktori disszertációját. Diplomájának megszerzése után az egyetem analízis tanszékének munkatársa, tanársegéde lett. 1971-től adjunktusként dolgozott a tanszéken. Szintén 1971-től a Moszkvai Állami Egyetem elméleti mechanika szakán volt levelező aspiráns 1975-ig. 1976-ban egyetemi docensi, 1989-ben egyetemi tanári kinevezést kapott Szegeden. 1990-ben a Természettudományi Kar dékáni tisztével bízták meg, amit két éven keresztül töltött be. 1996-ban megbízták három évre az egyetem Bolyai Intézete (matematikai tanszékcsoport) vezetésével. Közben 1998-ban az analízis tanszék vezetője lett. A tanszéket 2008-ig vezette. 1997 és 2000 között Széchenyi professzori ösztöndíjjal kutatott. Magyarországi munkái mellett a Leuveni Katolikus Egyetem és a Dél-illinois-i Egyetem vendégprofesszora volt.
1975-ben védte meg Moszkvában a matematikai tudomány kandidátusi, 1988-ban Budapesten akadémiai doktori értekezését. Az MTA Matematikai Bizottságának és a Szegedi Akadémiai Bizottságnak lett tagja. 1994 és 1998 között az MTA közgyűlésének képviselője volt, valamint 1995-ben az akadémia elnökségének tagja lett mint doktori képviselő. 1998-ban megválasztották a Magyar Tudományos Akadémia levelező, 2004-ben pedig rendes tagjává. 2002 és 2008 között a Szegedi Akadémiai Bizottság alelnöke volt. Az akadémia Könyv- és Folyóirat-kiadó Bizottságának tagja. Akadémiai tisztségei mellett a Magyar Akkreditációs Bizottság plénumának és a Bolyai János Matematikai Társulatnak tagja. Számos tudományos szakfolyóirat szerkesztőbizottságába is bekerült: Electronic Journal of the Qualitative Theory of Differential Equations (itt társfőszerkesztő), Dynamic Systems and Applications, Dynamics of Continuous, Discrete and Impulsive Systems, Acta Scientiarum Mathematicarum, Periodica Mathematica Hungarica és Acta Mathematica Hungarica.

## Munkássága
Fő kutatási területe a differenciálegyenletek elméleti problémái és gyakorlati alkalmazásai.
A differenciálegyenletek megoldásánál elsősorban a minőségi (kvalitatív) úton történő vizsgálattal foglalkozik. Ezen a témakörön belül az úgynevezett nem autonóm rendszereket kutatja. Emellett jelentős eredményeket ért el a parciális stabilitás (részes stabilitás) problémája (itt a Ljubanov-függvények fejlesztése), valamint a változó együtthatójú súrlódási erő fékező hatásának vizsgálata területén. Itt elsősorban az ezekhez szükséges matematikai módszerek kifejlesztését végezte el. Foglalkozik az informatika és a számítástudomány egyes kérdéseivel is.
Több mint száz tudományos publikáció szerzője vagy társszerzője, ebből négy könyv vagy könyvfejezet. Munkáit elsősorban magyar és angol nyelven adja közre.

## Díjai, elismerései
- Grünwald Géza-díj (1971)
- Akadémiai Díj (1996)
- Szele Tibor-emlékérem (1996)
- Széchenyi-díj (2001)
- Klebelsberg Kunó-díj (2004)
- A Magyar Köztársasági Érdemrend középkeresztje (2007)
- A Magyar Érdemrend középkeresztje a csillaggal polgári tagozat (2018)[1]

## Főbb publikációi
- Attractivity Theorems for Nonautonomous Systems of Differential Equations (1978)
- On the Continuation of Solutions (1980)
- Stability Theorems for Nonautomomous FDE’s (társszerző, 1989)
- On the Existence of Periodic Solutions (Krisztin Tiborral, 1992)
- Asymptotic Stability of the Equilibrium of the Damped Oscillator (Totik Vilmossal, 1993)
- A Necessary and Sufficient Condition for the Asymptotic Stability of the Damped Oscillator (társszerző, 1995)
- Integral Condition on the Asymptotic Stability for the Damped Linear Oscillator with Small Damping (1996)
- Differenciálegyenletes modellek a középiskolában (társszerző, 1997)
- Differenciálegyenletek megoldásának stabilitási tulajdonságai (2000)
- Kalkulus közgazdászoknak (2006, angolul is)